# Silvia Novak
Silvia Patricia Novak Gottdiener (Santiago de Chile, 16 de febrero de 1959) es una actriz chilena de cine, teatro y TV.
Comenzó su carrera en las pantallas de Canal 13 en 1982 en la serie Anakena de Canal 13, la primera producción filmada en Isla de Pascua. 
El 31 de diciembre de 2020 ganó el premio a la Mejor Actriz en el Moving Film Festival, un certamen iraní dedicado al cine independiente, por la película Pelícano.
El 4 de mayo de 2021 ganó el premio a Mejor Actriz en el Best Film Awards, certamen realizado en el Reino Unido dedicado al cine independiente, por la película Pelícano.
En 2023 el Roshano Internacional Film Festival premió a Silvia Novak como Mejor Actriz por su actuación en Espejos Rotos.

## Filmografía

### Cine
| Series | Series                  | Series           | Series             |
| Año    | Película                | Papel            | Director           |
| ------ | ----------------------- | ---------------- | ------------------ |
| 1998   | Gringuito               |                  | Sergio Castilla    |
| 2001   | Antonia                 |                  | Mariano Andrade    |
| 2002   | El fotógrafo            | Marina           | Sebastián Alarcón  |
| 2004   | Cachimba                | Bailarina        | Silvio Caiozzi     |
| 2007   | Normal con alas         | Mamá de Magda    | Coca Gómez         |
| 2009   | Teresa                  | Sara Hübne       | Tatiana Gaviola    |
| 2011   | El limpiapiscinas       | Ingrid           | Sebastián Badilla  |
| 2011   | Inculpado               |                  | Cristián Mansilla  |
| 2014   | Fuerzas especiales      | Sra. Arriagada   | José Miguel Zúñiga |
| 2017   | Libertad                | Gloria           | Ariel Rafalowski   |
| 2018   | Cirqo                   | Queen Elizabeth  | Orlando Lübbert    |
| 2018   | Contra el demonio       |                  | José Miguel Zúñiga |
| 2018   | La cotidianidad del ser |                  | Benjamín Scott     |
| 2020   | Pelícano                | Lucía            | Gustavo Letelier   |
| 2023   | Espejos rotos           |                  | Luis Pacheco       |
| 2023   | ARAKS                   | Eleanora Rambach | Christian Talarico |

### Teleseries
| Año       | Título              | Papel                  |
| --------- | ------------------- | ---------------------- |
| 1982      | Celos               | Participación especial |
| 1983      | La represa          | Participación especial |
| 1983      | La torre 10         | Participación especial |
| 1985      | Matrimonio de papel | María Fernanda         |
| 1989      | La intrusa          | Marilyn                |
| 1993      | Marrón glacé        | Participación especial |
| 1995      | Juegos de fuego     | Participación especial |
| 1996      | Loca piel           | Participación especial |
| 1996      | Adrenalina          | Deborah Harris         |
| 1997      | Oro verde           | Magdalena Ortúzar      |
| 1997      | Eclipse de luna     | Alcaldesa              |
| 1997      | Playa salvaje       | Aurora                 |
| 1999      | Cerro Alegre        | Denisse                |
| 2002      | Buen partido        | Participación especial |
| 2004      | Don Floro           | Cecilia                |
| 2005      | EsCool              | Pilar Landaeta         |
| 2006      | Porky te amo        | Milenka Bozic          |
| 2009      | Sin anestesia       | Participación especial |
| 2012      | La sexóloga         | Participación especial |
| 2012      | Separados           | Sonia Jaramillo        |
| 2018-2019 | Pacto de sangre     | Teresa Donoso          |

### Series y unitarios
| Año       | Título                      | Personaje                             |
| --------- | --------------------------- | ------------------------------------- |
| 1982      | Anakena                     | Verónica Garriguez                    |
| 1998      | Sucupira, la comedia        | Participación especial                |
| 1998      | Los Cárcamo                 | Productora de moda                    |
| 1998      | Mi abuelo, mi nana y yo     | María Olivia. Episodio: Súper niñeros |
| 2003-2004 | La vida es una lotería      | 3 episodios                           |
| 2005      | Los simuladores             | Episodio: Los Impresentables          |
| 2007      | Mi primera vez              | Episodio: Andrea y su nueva vida      |
| 2007      | Hotel para dos              | Dra. Marianne Forester                |
| 2008      | Raspando la olla            |                                       |
| 2012      | Infieles                    | Episodio: La sorpresa                 |
| 2013      | El nuevo                    | Ana María                             |
| 2014-2017 | Lo que callamos las mujeres | 3 episodios                           |
| 2017      | Irreversible                | Episodio: La venganza                 |
| 2022      | El día menos pensado        |                                       |